# 玉子 (樂器)
玉子，又名御子，也稱作玉子板或手玉子，是一種在演唱北京的民間小曲時所使用的民間樂器，使用竹板製作。一般在演出相声或二人转時，由演員雙手持有四塊手玉子，一手打兩塊。

## 外部連結
- 網絲網：买御子（玉子）的经过[永久]
- 雅虎知识堂：“二人转”是什么[永久]